# Alphart von Horn
Alphart von Horn (* 3. April 1940 in Dachau) ist ein Generalmajor außer Dienst des Heeres der Bundeswehr. 

## Leben

### Kindheit, Ausbildung und erste Verwendungen
Alphart von Horn studierte ab 1959 Ingenieurwissenschaften in Bremen und war anschließend als Entwicklungsingenieur tätig. 1964 trat er den 18-monatigen Grundwehrdienst beim Panzerartilleriebataillon 85 in Lüneburg an und schied nach dessen Ende aus der Bundeswehr aus. 1967 wurde er als Offizieranwärter wieder eingestellt und durchlief die Offizierausbildung unter anderem an der Heeresoffizierschule II in Hamburg. Von 1968 bis 1972 studierte von Horn erneut, diesmal an der TH Darmstadt, und wurde 1972 Kompaniechef im Instandsetzungsbataillon 11 in Bremen.

### Dienst als Stabsoffizier
Von 1975 bis 1977 absolvierte von Horn den 18. Generalstabslehrgang Heer an der Führungsakademie der Bundeswehr in Hamburg, wo er zum Offizier im Generalstabsdienst ausgebildet wurde. Anschließend hatte er eine Verwendung als G4 (Logistik) in der Panzerbrigade 33 in Celle und ab 1979 als G3 Operation im Territorialkommando Nord in Mönchengladbach. 1980 wechselte er als Referent in das Referat VI 1 im Führungsstab des Heeres (Fü H) im Bundesministerium der Verteidigung (BMVg) in Bonn. 1982 wurde er Bataillonskommandeur des Instandsetzungsbataillons 1 in Hildesheim-Ahrbergen und 1984 G1 (Personal) der 1. Panzerdivision in Hannover. Ab 1986 war er Tutor und Dozent an der Führungsakademie der Bundeswehr in Hamburg und ab 1988 Referatsleiter VI 5 im Fü H im BMVg. 1991 besuchte von Horn das Royal College of Defence Studies in London, Vereinigtes Königreich.

### Dienst als General
1991 wurde von Horn Brigadekommandeur der Panzergrenadierbrigade 7. Vom 21. Dezember 1993 bis zum 1. Oktober 1995 war er Abteilungsleiter V und General der Logistiktruppen im Heeresamt in der Konrad-Adenauer-Kaserne in Köln bzw., nach der Umgliederung des Heeresamts, Abteilungsleiter VI und General Einsatzunterstützung. Vom 1. Oktober 1995 bis zum 30. September 1998 war er Stabsabteilungsleiter V im Führungsstab der Streitkräfte (Fü S) im BMVg, zuständig für Logistik, Verkehrsführung, Stationierung und Infrastruktur der Streitkräfte, Umweltschutz und artverwandte Aufgaben. Ab dem 1. Oktober 1998 war er General für Nationale Territoriale Aufgaben im Heeresführungskommando in Koblenz. Mit Ablauf des September 2000 wurde er in den Ruhestand versetzt.

### Privates
Von Horn ist verheiratet und hat eine Tochter sowie einen Sohn.

## Schriften
- zusammen mit Jochen Löser: Kämpfen können, um nicht kämpfen zu müssen: Menschenführung zwischen Frust und Lust. Universitas, München 1990, ISBN 3-8004-1223-3.